# Скандал (пісня)
Скандал — пісня Тіни Кароль , випущена 12 лютого 2021 року. Композиція записана в співавторстві з Аркадієм Александровим і є лид-синглом з альбому "Красиво". У вересні 2022 року, співачка представила англомовну версію трека. У вересні 2024 року, співачка представила україномовну версію пісні.

## Опис
Тіна Кароль називає цю пісню новим витком у кар'єрі і своєрідним жіночим маніфестом. А головним її смислом — звільнення від власних перешкод, визволення від болю минулого, що дарує свободу майбутньому.

За словами співачки, у Скандалі виражена ідея приречених стосунків разом з надією про світле майбутнє. Вона пропонує рольову модель не про те, як потрібно, а про те, як не треба кохати.
«Пісня Скандал про сильну дівчину, яка хоче бути слабкою, але тільки поряд з єдиним чоловіком. Позбавлена права на взаємне кохання вона повинна бути сильною, просто тому що так треба», — Тіна Кароль.
19 вересня 2024 року, під час концерту у Вінниці в рамках нового всеукраїнського туру в підтримку альбому «Лірика», співачка представила україномовну версію пісні «Скандал».

## Відеокліп
Режисером кліпу виступив ізраїльтянин Indy Hait.
«Я зняв кліп-перфоманс, де головним є не сюжет, а особистість співачки і її дар розповіді великої історії в одній пісні. Спектр емоцій і почуттів відрізняє цю роботу від традиційного уявлення про кліп, — каже режисер. — Пісні Тіни настільки сильно змінюють життя людей і надихають, настільки ж чесної вона є зі своїм глядачем. Ми знімали кліп на плівку, щоб зберегти достовірність атмосфери і максимальну чесність кадру. Скандал — це історія із відкритим фіналом, кінцівку якого обирає сам глядач», — розповів режисер.
Так, артистка кардинально змінила образ для ролика, примірявши замість "фірмових" елегантних суконь облягаючий комбінезон чорного кольору і навіть змінивши колір очей за допомогою лінз.
На YouTube кліп тримається на першому місці у вкладці "Тренди". Відео зібрало більше 1 мільйона переглядів за добу. Проте, незважаючи на появи ще ряду хітів української співачки, про "Скандал" ніхто не забув, і він продовжив активно набирати оберти на просторах мережі. За перший місяць, кліп набрав більше 10 мільйонів переглядів в YouTube. Так, вже через декілька місяців кліп Тіни Кароль зміг перейти відмітку в 17 мільйонів переглядів, що стало своєрідною подією для виконавиці.

## Live виконання
15 лютого 2021 року уперше з піснею "Скандал", виступила в студії радіо XIT - FM (After - party для закоханих!)
27 лютого 2021 року з піснею "Скандал", Тіна Кароль виступила на шоу "Жіночий квартал" 
1 березня 2021 року в студії "Русское Радио Украина" відбувся live- концерт "Великий весняний концерт", де Тіна Кароль виконала пісню "Скандал".
15 червня 2021 року Тіна Кароль побувала в прямому ефірі  шоу на центральному каналі Казахстану "AlmatyTV".  Співачка виконала пісню "Скандал"
16 червня 2021 року на Казахстанському телеканалі "MUZZONE TV" виконала акустичну версію пісні "Скандал"
21 жовтня 2021 року Тіна Кароль під час фіналу національного конкурсу краси "Міс Україна 2021" в Києві, виступила в концертній шоу-програмі. Співачка виконала дві пісні з нового альбому - "Красиво" і "Скандал" 

## Список композицій
| Цифрове завантаження, стримінг | Цифрове завантаження, стримінг | Цифрове завантаження, стримінг   | Цифрове завантаження, стримінг   | Цифрове завантаження, стримінг |
| #                              | Назва                          | Автор слів                       | Автор музики                     | Тривалість                     |
| ------------------------------ | ------------------------------ | -------------------------------- | -------------------------------- | ------------------------------ |
| 1.                             | «Скандал»                      | Тіна Кароль, Аркадій Александров | Тіна Кароль, Аркадій Александров | 2:55                           |